# Робин ван Перси
Робин ван Перси (на нидерландски: Robin van Persie) е нидерландски футболист, играл като нападател. Играл е за Фейенорд, Арсенал, Манчестър Юнайтед и Фенербахче. Може да играе и като ляво и дясно крило . Той е водещият реализатор за родината си с 50 отбелязани гола в 102 мача. 

## Ранни години
Робин ван Перси е роден на 6 август 1983 г. в Ротердам, Нидерландия, като едно от трите деца в семейството на художничка и скулптор. 

## Кариера

### Екселсиор
Ван Перси се присъединява към младежката формация на нидерландския „Екселсиор“, но напуска поради конфликт с ръководството. 

### Фейенорд
Преминава в нидерландския гранд „Фейенорд“ на 1 август 2001 г. и много скоро стига до първия отбор поради зачестилите проблеми с контузии на основни състезатели. Прави дебют за клуба едва 17-годишен. Участва в 15 мача, включително финала за Купата на УЕФА срещу Борусия Дортмунд, който Фейенорд печели с 3:2. В края на сезон 2001/02 е удостоен с награда за най-добър млад талант в Ередивиси. ,
Подписва първия си професионален договор с Фейенорд за 3,5 години през 2002 г., но отново конфликт с треньора го вади от първия отбор и Перси е пратен в резервния състав. Завършва сезона с първия състав и за 28 срещи отбелязва 8 гола.  Въпреки добрите изяви Ван Перси отново е изваден от отбора точно в навечерието на финала за Суперкупата на УЕФА за 2002 г. срещу „Реал“ Мадрид  (мачът завършва 3:1 в полза на Реал) .
Фейенорд безуспешно се опитва да продължи договора на футболиста по време на сезон 2003/04, но отношенията му с треньора Берт ван Марвейк се влошават и Ван Перси прекарва по-голямата част от сезона на резервната скамейка. Той отново изиграва 28 мача през 2003/04, но отбелязва с два гола по-малко от предходния сезон. В края на сезона ръководството на Фейенорд започва да му търси нов отбор, но това не става лесно поради досегашните дисциплинарни проблеми с футболиста.

### Арсенал
През трансферния прозорец на януари 2004 г. „Арсенал“ прави ход за привличане на ван Перси, но двете страни не успяват да се споразумеят за условията. Пет месеца по-късно сделката е осъществена.
На 16 май 2004 година Ван Перси преминава в Арсенал срещу сумата от 2 750 000 британски лири. Поради умението на нидерландеца да играе и в лявата зона на полузащитата, треньорът Арсен Венгер вижда в негово лице заместник на Денис Бергкамп. Малко преди това Арсенал е подписал договор и с испанеца Хосе Антонио Рейес, който се изявява на същия пост и така конкуренцията става жестока.
Въпреки това младият нидерландец прави дебюта си за отбора в победата за ФА Къп над Манчестър Юнайтед на 8 август 2004 г.
Вкарва първия си гол за Арсенал през октомври 2004 г. в мач за Купата на Футболната лига срещу „Манчестър Сити“. След като получава червен картон в мач срещу „Съндърланд“, е изключен от титулярния състав. После отново е включен в състава и завършва сезона с 10 гола в 40 мача. 
През ноември 2005 г. е избран за първи път за играч на месеца на Висшата лига. Поради контузия в коляното не играе няколко месеца, но вкарва 11 гола в 38 мача, най-вече като резерва . Във финала на Шампионската лига срещу „Барселона“ през 2006 г. остава на резервната скамейка цял мач. 
През сезон 2006/2007 става топ-реализатор на Арсенал с 13 гола в 30 мача, въпреки че получава контузия на коляното през януари и пропуска остатъка от сезона. 
В началото на сезон 2007/08 вкарва 7 гола в 10 срещи, но получава контузия, която го изважда от игра до 9 март 2008 г. 
През сезон 2008/2009 Ван Перси е най-добрият играч на Арсенал и най-добър голмайстор на отбора във Висшата лига (11 гола и 11 асистенции). Вкарва общо 20 гола във всички турнири и е избран за играч на сезона от феновете. 
В началото на сезон 2009/2010 сключва нов дългосрочен договор с Арсенал. Става играч на месеца за октомври 2009 г. Контузен е от 14 ноември за пет месеца и завършва сезона с 10 гола и 8 асистенции в 20 мача. , 
Сезон 2011/2012 в Английската висша лига е най-успешният за ван Перси в неговата кариера. Избран е за играч на месец октомври. Отбелязва първия си гол едва на 1 януари, но вкарва 22 гола в 33 срещи и е капитан на тима. Във всички турнири играе 47 мача и вкарва 35 гола. Получава спорен червен картон в осминафинален мач в Шампионска лига срещу „Барселона“, който отборът му губи . В този сезон започва да играе като централен нападател. Той е определен за най-добър играч на Англия от Асоциацията на професионалните футболисти на Англия и вкарва 34 попадения във всички турнири, с което става голмайстор на сезона. 
За всички сезон в Арсенал ван Перси изиграва 194 мача, вкарва 96 гола и прави 49 асистенции. 

### Манчестър Юнайтед
На 17 август 2012 година Перси преминава в „Манчестър Юнайтед“ срещу сумата от 24 милиона паунда . Така той става първият играч в ерата на Висшата лига (от сезон 1992/93), който преминава от Арсенал в Манчестър Юнайтед . Трансферът му намалява очакванията и напрежението, тежащи на Уейн Руни и съществременно прави стилът на игра на отбора най-приятният за гледане след напускането на Кристиано Роналдо. 
Дебютният гол на Ван Перси е в първия мач като титуляр. На 25 август вкарва зрелищно попадение в 10-ата минута срещу „Фулъм“, като този гол е избран от феновете за най-красив на месец август на стадион „Олд Трафорд“. На 2 септември вкарва първия си хеттрик с екипа на Манчестър Юнайтед, който побеждава трудно „Саутхемптън“ с 3:2. В същия мач в 69-а минута пропуска дузпа. 
Добрите изяви на Ван Перси за Манчестър Юнайтед водят до сравнения с Ерик Кантона. До 14 януари вкарва общо 17 гола в 19 мача за първенство и пет гола в шестте най-важни мача на отбора за първенство – срещу „Ливърпул“ (два мача), „Манчестър Сити“, „Челси“ и „Арсенал“, като не вкарва единствено на „Тотнъм“. Goal.com го определя като ключов играч за успешния сезон на Манчестър Юнайтед. 

### Национален отбор
Ван Перси дебютира за Националния отбор по футбол на Нидерландия в мач срещу Румъния през лятото на 2005 г. Първият си гол вкарва четири дни по-късно в мач срещу Финландия.
Робин ван Перси попада в състава на Нидерландия, ръководен от Марко Ван Бастен за Световното първенство по футбол през 2006 г . Въпреки че Нидерландия отпада от турнира още в групите, Ван Перси играе във всеки мач. Отбелязва гол в мач от групата срещу Кот д'Ивоар, от пряк свободен удар в 23-тата минута.
Робин ван Перси е изиграл 102 мача за националния отбор и е вкарал 50 гола. Той е нидерландският футболист с най-много голове за страната си. Последният му гол е през 2015, а последният мач – през 2017 г.

## Статистика по сезони

### Клубна кариера
Данните са актуални към 12 май 2019 г.
| Клуб              | Сезон             | Шампионат | Шампионат | Купа   | Купа   | Европейски турнири | Европейски турнири | Други турнири | Други турнири | Общо   | Общо   |
| Клуб              | Сезон             | Мачове    | Голове    | Мачове | Голове | Мачове             | Голове             | Мачове        | Голове        | Мачове | Голове |
| ----------------- | ----------------- | --------- | --------- | ------ | ------ | ------------------ | ------------------ | ------------- | ------------- | ------ | ------ |
| Фейенорд          | 2001 – 02         | 10        | 0         | 0      | 0      | 7                  | 0                  | –             | –             | 17     | 0      |
| Фейенорд          | 2002 – 03         | 23        | 9         | 3      | 7      | 2                  | 0                  | –             | –             | 28     | 16     |
| Фейенорд          | 2003 – 04         | 28        | 6         | 2      | 0      | 3                  | 0                  | –             | –             | 33     | 6      |
| Фейенорд          | Общо              | 61        | 15        | 5      | 7      | 12                 | 0                  | –             | –             | 78     | 22     |
| Арсенал           | 2004 – 05         | 26        | 5         | 8      | 4      | 6                  | 1                  | 1             | 0             | 41     | 10     |
| Арсенал           | 2005 – 06         | 24        | 5         | 6      | 4      | 7                  | 2                  | 1             | 0             | 38     | 11     |
| Арсенал           | 2006 – 07         | 22        | 11        | 1      | 0      | 8                  | 2                  | –             | –             | 31     | 13     |
| Арсенал           | 2007 – 08         | 15        | 7         | 1      | 0      | 7                  | 2                  | –             | –             | 23     | 9      |
| Арсенал           | 2008 – 09         | 28        | 11        | 6      | 4      | 10                 | 5                  | –             | –             | 44     | 20     |
| Арсенал           | 2009 – 10         | 16        | 9         | 0      | 0      | 3                  | 1                  | –             | –             | 19     | 10     |
| Арсенал           | 2010 – 11         | 25        | 18        | 5      | 2      | 3                  | 2                  | –             | –             | 33     | 22     |
| Арсенал           | 2011 – 12         | 38        | 30        | 2      | 2      | 8                  | 5                  | –             | –             | 48     | 37     |
| Арсенал           | Общо              | 194       | 96        | 18     | 10     | 52                 | 20                 | 2             | 0             | 277    | 132    |
| Манчестър Юнайтед | 2012 – 13         | 38        | 26        | 4      | 1      | 6                  | 3                  | –             | –             | 48     | 30     |
| Манчестър Юнайтед | 2013 – 14         | 21        | 12        | 0      | 0      | 6                  | 4                  | 1             | 2             | 28     | 18     |
| Манчестър Юнайтед | 2014 – 15         | 27        | 10        | 2      | 0      | 0                  | 0                  | 0             | 0             | 29     | 10     |
| Манчестър Юнайтед | Общо              | 86        | 48        | 4      | 1      | 12                 | 7                  | 1             | 2             | 105    | 57     |
| Фенербахче        | 2015 – 16         | 31        | 16        | 5      | 5      | 12                 | 1                  | 0             | 0             | 48     | 22     |
| Фенербахче        | 2016 – 17         | 24        | 9         | 4      | 4      | 7                  | 1                  | 0             | 0             | 35     | 14     |
| Фенербахче        | 2017 – 18         | 2         | 0         | 0      | 0      | 2                  | 0                  | 0             | 0             | 4      | 0      |
| Фенербахче        | Общо              | 57        | 25        | 9      | 9      | 21                 | 2                  | 0             | 0             | 87     | 36     |
| Фейенорд          | 2017 – 18         | 12        | 5         | 1      | 1      | 0                  | 0                  | 0             | 0             | 13     | 5      |
| Фейенорд          | 2018 – 19         | 25        | 16        | 4      | 2      | 1                  | 0                  | 1             | 0             | 31     | 18     |
| Фейенорд          | Общо              | 37        | 21        | 5      | 3      | 1                  | 0                  | 1             | 0             | 44     | 23     |
| Общо за кариерата | Общо за кариерата | 434       | 204       | 54     | 36     | 99                 | 29                 | 4             | 2             | 591    | 271    |

### Национален отбор
Данните са актуални към 12 май 2019 г.
| Нидерландия | Нидерландия | Нидерландия |
| Година      | Мачове      | Голове      |
| ----------- | ----------- | ----------- |
| 2005        | 6           | 1           |
| 2006        | 11          | 6           |
| 2007        | 4           | 0           |
| 2008        | 10          | 5           |
| 2009        | 10          | 2           |
| 2010        | 11          | 5           |
| 2011        | 9           | 6           |
| 2012        | 10          | 6           |
| 2013        | 7           | 8           |
| 2014        | 15          | 8           |
| 2015        | 5           | 1           |
| 2016        | 0           | 0           |
| 2017        | 1           | 0           |
| 2018        | 0           | 0           |
| 2019        | 0           | 0           |
| Общо        | 102         | 50          |

### Голов коефициент
| Общо за кариерата | Общо за кариерата | Общо за кариерата | Общо за кариерата |
| Отбор             | Мачове            | Голове            | Голове на мач     |
| ----------------- | ----------------- | ----------------- | ----------------- |
| Клубни отбори     | 591               | 271               | 0,46              |
| Нидерландия       | 102               | 050               | 0,51              |
| Общо              | 693               | 321               | 0,46              |

## Личен живот
Робин ван Перси е женен за нидерландката от марокански произход Бушра. Двамата имат един син и една дъщеря. 
През лятото на 2005 година, докато е в Ротердам с нидерландския национален отбор за световните квалификации, ван Перси е арестуван по подозрение за изнасилване от нидерландската полиция. Бивша нидерландска победителка в конкурс за красота заявява, че е нападната от ван Перси на 11 юни в хотел. Прекарва четиринадесет денощия в затвора, докато полицията разследва обвиненията срещу него, но след това е освободен. През февруари 2006 г. ван Перси е напълно оневинен от нидерландската прокуратурата, след като са приключили всички разследвания.

## Успехи и награди

### Отборни
Нидерландия (младежи до 21 г.)
- Европейско първенство, Шампион (златен медал ) – 2006

 Фейенорд
- Купа на УЕФА (Лига Европа) – 2002
- Купа на Нидерландия (KNVB Beker) – 2018

- Суперкупа на Нидерландия (Щит „Йохан Кройф“) – 2018

 Арсенал
- Къмюнити Шийлд – 2004
- ФА Къп – 2005
- Купа на Футболната лига (Англия) – 2011

 Манчестър Юнайтед
- Английска висша лига, Шампион (златен медал ) – 2013
- Къмюнити Шийлд – 2013

Нидерландия
- Световно първенство:
  - Вицешампион (сребърен медал ) – 2010
  - Трето място (бронзов медал ) – 2014

Данните са валидни към 12 май 2019 г. и са взети от профила на ван Перси в уебсайта на Евроспорт.

### Индивидуални
Робин ван Перси има общо 34 индивидуални отличия от 2001 до 2018 г.

## Рекорди
- Най-много голове за Нидерландия – 50